# 3 Pułk Grenadierów Gwardii im. Królowej Elżbiety
3 Pułk Grenadierów Gwardii im. Królowej Elżbiety (niem. Königin Elisabeth Garde-Grenadier-Regiment Nr. 3)  – pułk piechoty niemieckiej okresu Cesarstwa Niemieckiego.
Pułk został sformowany 15 maja 1860. Stacjonował w Berlinie . Wchodził w skład Korpusu Gwardii .

## Bibliografia

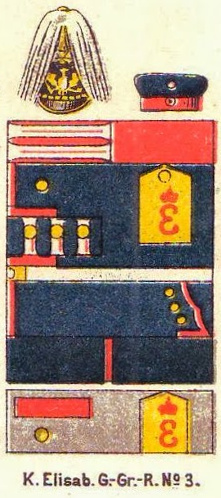
Oznaki pułku